# Rudolf Brockmann (Politiker, 1761)
Johann Heinrich Rudolf Brockmann (* 23. Juli 1761 in Wulften bei Schledehausen; † 3. März 1814 ebenda) war ein deutscher Offizier, Landvermesser, Gutsbesitzer und Abgeordneter.

## Familie
Brockmann war der Sohn von Everhard Henrich Brockmann und dessen Ehefrau Anna Margarethe geborene Nienhencke. Er war evangelisch-lutherisch und heiratete in erster Ehe in Hörste Luise Charlotte Amalie Meyer (getauft 21. Oktober 1768; † 4. Juni 1796), die Tochter eines Amtsrentmeisters und Gutsbesitzers in Engelgarten bei Melle. Am 30. Juni 1799 heiratete er in Osnabrück in zweiter Ehe Friederike von Gülich (* 6. November 1771; † 26. März 1849), die Tochter des Bürgermeisters Philipp Anton von Gülich in Osnabrück.

## Leben
Etwa 1776 wurde er Kadett der Fürstbischöflich Münsterschen Militärschule. 1784 wurde er zum Fähnrich befördert und beurlaubt. Danach war er von 1784 bis 1789 Landvermesser beim Kartografen Johann Wilhelm du Plat (1735–1806) für die Osnabrücker Landvermessung. 1788 kehrte er als Leutnant in den münsterischen Militärdienst zurück. Von 1792 bis 1794 nahm am Ersten Koalitionskrieg gegen Frankreich teil. 1796 wurde er zum Hauptmann befördert. Im Jahr 1793 erwarb er den Brockmannhof in Wulften bei Schledehausen durch Freikauf vom adeligen Haus Schelenburg für 4500 Reichstaler. Nach 1796 widmete er sich der Bewirtschaftung des eigenen Gutes.
Im Königreich Westphalen wurde er 1808 Mitglied der Steuerkommission für das Weser-Departement und 1808 in den Distriktrat des Distrikts Osnabrück gewählt. Von 1808 bis 1811 war er auch Mitglied des Departements-Wahlkollegiums des Weser-Departements. Vom 2. Juni 1808 bis zum 5. März 1811 war er Mitglied der Reichsstände des Königreichs Westphalen für den Stand der Grundeigentümer im Weser-Departement.